# Perspektivisk konstruktion
|  | Sammenskrivningsforslag Artiklerne Perspektiv, Perspektivisk konstruktion er foreslået sammenskrevet. (Siden 2009) Diskutér forslaget |

Perspektivisk konstruktion omhandler eksakte linearperspektiviske metoder til fremstilling af korrekte perspektiver ved hjælp af passer og lineal, idet man forestiller sig, at man kender motivets forskellige punkters eksakte beliggenhed i rummet i forhold til den teoretiske betragters (øjes) position.

## Grundbegreberne
Deri indgår i almindelighed følgende (teoretiske) grundbegreber:
- En vandret grundplan.
- Et teoretisk øjepunkt hævet over grundplanen i en afstand, der benævnes sehøjden.
- En horisontplan, der går igennem øjepunktet parallelt med grundplanen.
- En lodret billedplan, der ligger foran øjepunktet i en afstand herfra, som kaldes distancen.
- Et fokuspunkt, der betegner øjepunktets vinkelrette projektion på billedplanen.
- En grundlinie, der betegner den vandrette linje, der fremkommer på billedplanen, hvor grundplanen skærer billedplanen.
- En horisontlinie, der betegner den vandrette linje, der fremkommer på billedplanen, hvor horisont planen skærer billedplanen.
- Et målestoksforhold, der sammen med motivets teoretiske placering på grundplanen er bestemmende for, hvor stort det færdige billede bliver på konstruktionen.

Punkterne, der befinder sig på billedplanen, afbildes uændret, og siges af foreligge i sandt mål. 
Billedplanen roteres af praktiske grunde omkring grundlinien, så den på tegnefladen bliver sammenfaldende med billedplanen.

## Tre hyppigt anvendte metoder
- Frontperspektiv (også undertiden kaldt centralperspektiv)
- Kontorperspektiv
- Målepunktperspektiv

For alle tre metoder gælder, at ethvert punkts billedhøjde kan findes ved at projicere højden i sandt mål ud mod et fjernpunkt på horisontlinien, der er dannet ved, at en linje, der går igennem punktets projektion på grundplanen skærer både horisontlinien og grundlinien. Højden på billedet findes da ved, at man går lodret op fra punktet på grundlinien i en afstand svarende til højden i sandt mål og derfra trækker en linje ud til det tilvarende fjernpunkt. Man tegner derpå en lodret linje fra motivets billedmæssige projektion på grundplanen, og der hvor denne linje skærer den føromtalte sigtelinie mod horisonten, ligger det søgte billedpunkt. 
En god praksis er i reglen at konstruere en perspektivisk grundplan af motivet først og dernæst rejse den op så perspektivet bliver tredimensional ved hjælp af den her beskrevne teknik.
I det følgende er det underforstået, at det er den perspektiviske grundplan, der omtales som motivet og ikke det færdige tredimensionale resultat!

### Frontperspektiv
Denne teknik vedrører perspektiver med kun ét forsvindingspunkt, der (normalt) ligger centralt placeret i billedet.
Ethvert punkts dybde i grundplanen kan konstrueres på følgende måde:
1. Dybden i sandt mål afsættes vandret ud ad grundlinien mod højre regnet fra punktets vinkelrette projektion på grundlinien.
2. Det derved definerede punkt forbindes med et punkt til venstre for fokuspunktet i en afstand lig med distancen i sandt mål[4]. Billedpunktets dybde er nu defineret som beliggenheden af skæringspunktet mellem forbindelseslinien mellem punktets vinkelrette projektion på grundlinien og fokuspunktet og denne forbindelseslinie[5](se illustrationen).

Frontperspektiv regnes normalt for at være den enkleste og den hurtigste metode, men det er ikke alle motiver teknikken egner sig til.
Frontperspektiv er i særdeleshed velegnet ved perspektivisk afbildning af interiører. 

### Kontorperspektiv
Denne teknik vedrører X-perspektiv, altså med 2 forsvindingspunkter på horisonten, der afbilder fjernpunkterne for to på hinanden vinkelstående retninger. Motivet er i dette tilfælde anbragt skævt i forhold til grundlinien. Dybderne findes her ved at hvert af motivets punkter projiceres ud på billedplanen til skæring med grundlinien følgende disse to retninger. De punkter, der herved findes forbindes parvis med hvert at de respektive fjernpunkter, og der hvor disse to linjer skærer hinanden ligger det søgte billedpunkt. 
Kontorperspektiv er en hurtig konstruktionsmetode, der er nem at lære, men den har den ulempe at kræve meget store tegneflader for at man kan opnå billeder af en rimelig størrelse. Ellers bliver vidvinkel-effekten for kraftig og billedet kommer til at virke unaturligt. 

### Målepunktsperspektiv
Ved denne teknik, der kan minde om frontperspektiven, benyttes kun ét fjernpunkt til konstruktionen kombineret med et eller flere målepunkter. Derved reduceres behovet for en stor arbejdsflade, men til gengæld er metoden temmelig arbejdskrævende, idet dobbelt så mange punkters beliggenhed skal konstrueres set i forhold til frontperspektiven og kontorperspektiv-metoden, idet man her ikke i samme grad kan benytte sig af, at punkter ligger på linje (i forhold til den retning, hvis fjernpunkt man ikke benytter). Er der tale om en kompliceret konstruktion med mange detaljer, er det en god idé at arbejde med en såkaldt kælderplan placeret lodret under den rigtige. Derved opnår man bedre skæringer mellem de krydsende linjer, og tegningen brænder ikke så let sammen i et virvar af konstruktionsstreger.

### Avancerede perspektivmetoder
Perspektivisk eksakte konstruktioner med styrtende linjer i lodret retning (til brug for fugleperspektiver eller frøperspektiver) er yderst arbejdskrævende, og det vil føre for vidt her, at beskrive disse detaljeret. Grundprincipperne er dog de samme som for de øvriges vedkommende: Først fremstilles en perspektivisk grundplan. Dernæst rejes grundplanen op, så den plastiske effekt fremstår.

### Brug af IT
I dag har computere i vid udstrækning overtaget arbejdet med at fremstille perspektivisk korrekte afbildninger, idet dette kan gøres på en lille brøkdel af den tid, der førhen var nødvendig, men kan man lide at tegne og male er en vis rutine i perspektivisk konstruktion og ikke mindst en basal forståelse af teorien bag stadig af værdi.

## Eksterne referencer
- En praktisk introduktion Arkiveret 3. november 2014 hos  Wayback Machine
- Program, hvor man interaktivt kan undersøge de grundlæggende principper i perspektivtegning Arkiveret 7. februar 2009 hos  Wayback Machine